# Zielonogórsko-Gorzowskie Wyższe Seminarium Duchowne

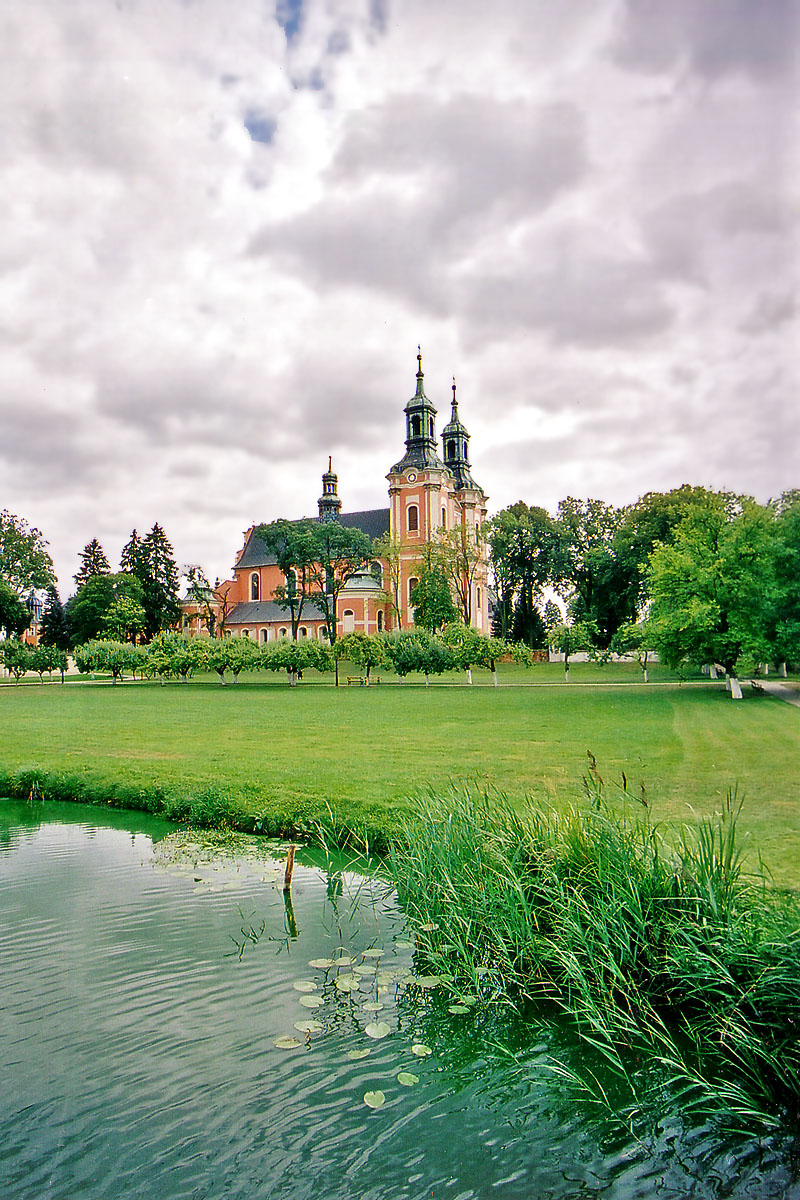
Gościkowo-Paradyż – klasztor.

Zielonogórsko-Gorzowskie Wyższe Seminarium Duchowne w Gościkowie-Paradyżu z siedzibą w Gorzowie Wlkp. – seminarium katolickie kształcące kleryków z diecezji zielonogórsko-gorzowskiej. Stanowi sekcję zamiejscową Wydziału Teologicznego Uniwersytetu Szczecińskiego.

## Położenie
Seminarium znajduje się we wsi Gościkowo (Paradyż) w województwie lubuskim, w powiecie świebodzińskim, w gminie Świebodzin.

## Historia
Erygowane 13 października 1947 jako Wyższe Seminarium Duchowne pw. Chrystusa Króla w Gorzowie Wielkopolskim dekretem administratora apostolskiego ks. dr. Edmunda Nowickiego. W 1952 pierwsze 2 lata studiów przeniesiono do Paradyża jako Wydział Filozoficzny, a ostatnie pozostawiono w Gorzowie jako Wydział Teologiczny. Od roku akademickiego 1961/1962 całe seminarium zostało przeniesione do Paradyża. Od 1 października 2020 formacja kleryków Z-GWSD odbywa się w alumnacie w Gorzowie Wielkopolskim, mieszczącym się w dawnym pałacu biskupim przy ul. 30 stycznia 1.

## Rektorzy
Rektorzy Wyższego Seminarium Duchownego od 1947 roku:
| 1.  | ks. Gerard Domogała CM   | 1947–1959 |
| 2.  | ks. Paweł Dembiński CM   | 1952–1953 |
| 3.  | ks. Gerard Dogiel CM     | 1953–1971 |
| 4.  | ks. Franciszek Myszka CM | 1959–1961 |
| 5.  | ks. Teofil Hermann CM    | 1971–1975 |
| 6.  | ks. bp Paweł Socha CM    | 1975–1978 |
| 7.  | ks. bp Piotr Krupa       | 1978–1980 |
| 8.  | ks. Henryk Dworak        | 1980–1990 |
| 9.  | ks. bp Edward Dajczak    | 1990–1996 |
| 10. | ks. Ryszard Tomczak      | 1996–2007 |
| 11. | ks. Jarosław Stoś        | 2007–2013 |
| 12. | ks. Paweł Łobaczewski    | 2013–2016 |
| 13. | ks. Dariusz Mazurkiewicz | 2016–2020 |
| 14. | ks. Mariusz Jagielski    | od 2020   |

## Znani absolwenci
- ks. bp Tadeusz Werno
- ks. bp Jan Gałecki
- ks. bp Piotr Krupa
- ks. bp Edward Dajczak
- ks. bp Tadeusz Lityński
- ks. prof. Andrzej Draguła
- ks. prof. Tadeusz Stanisławski
- ks. bp Adrian Put

## Galeria

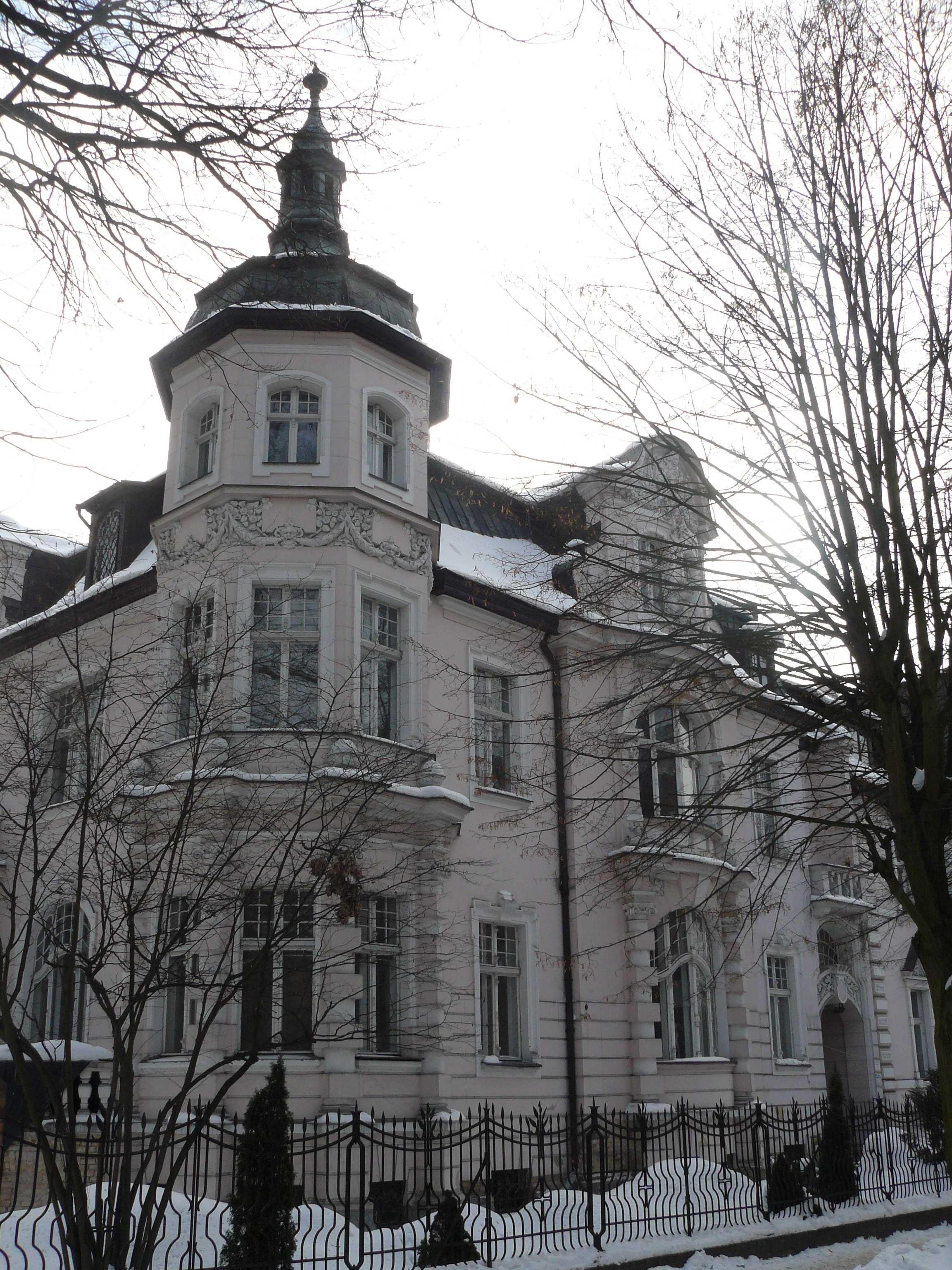
Alumnat w Gorzowie Wielkopolskim

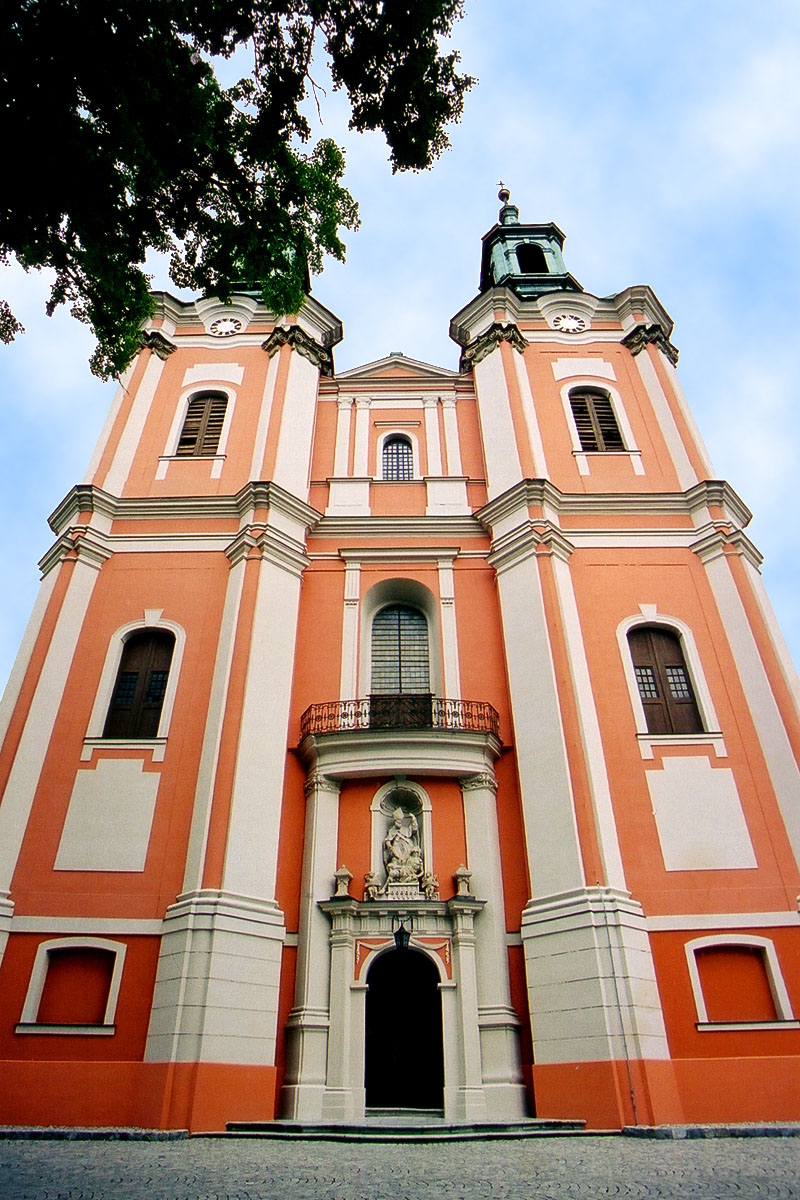
Wieże kościoła
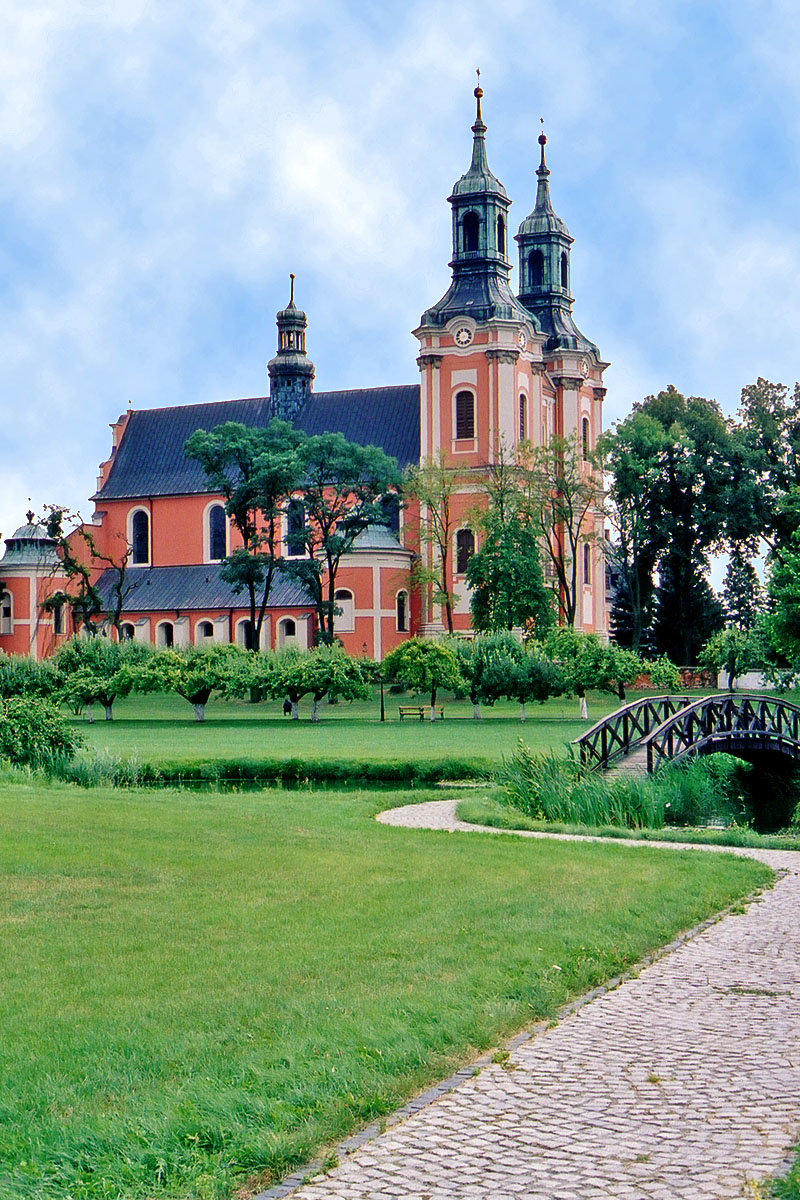
Ogrody klasztorne
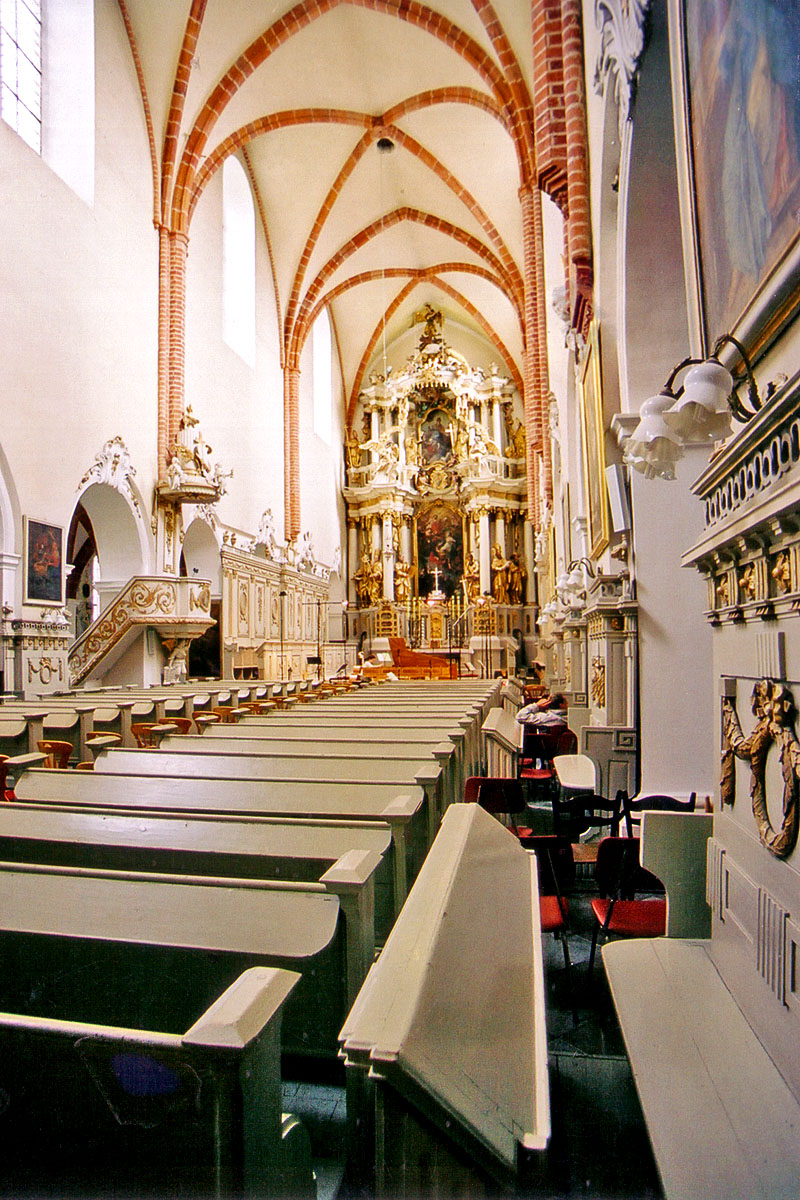
Wnętrze kościoła
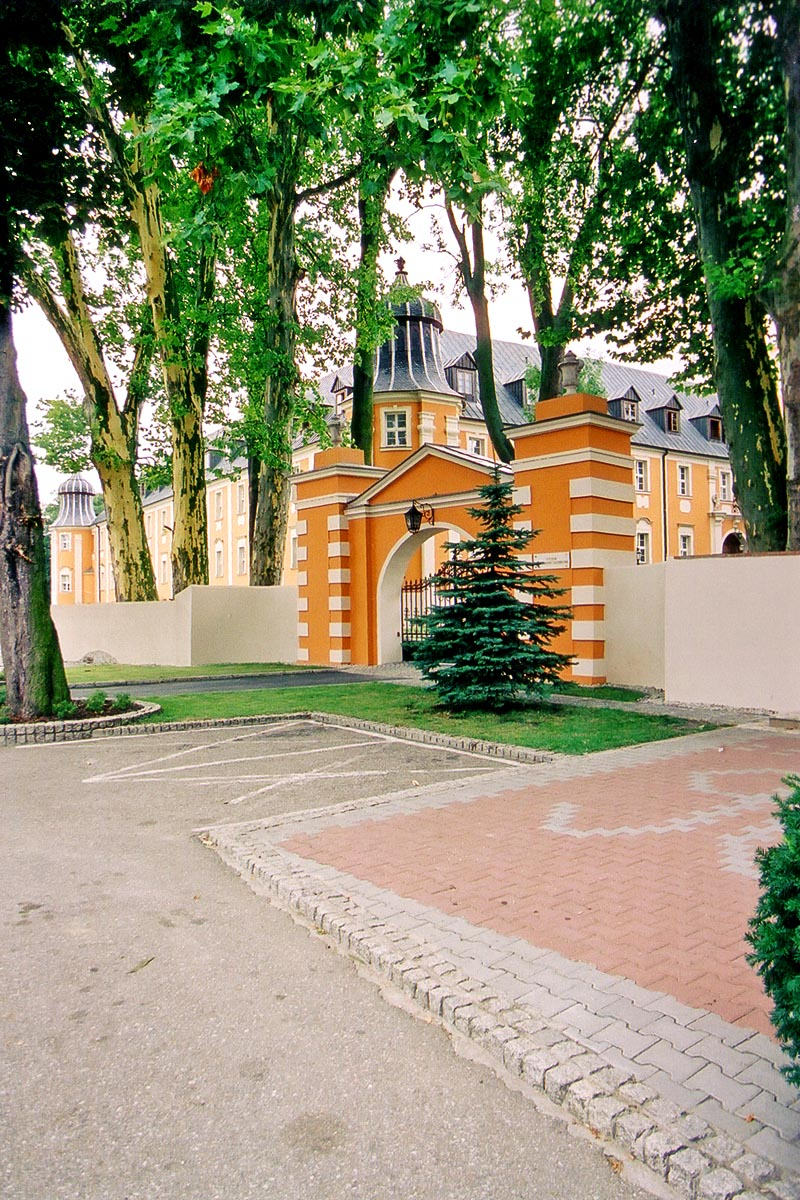
Brama główna
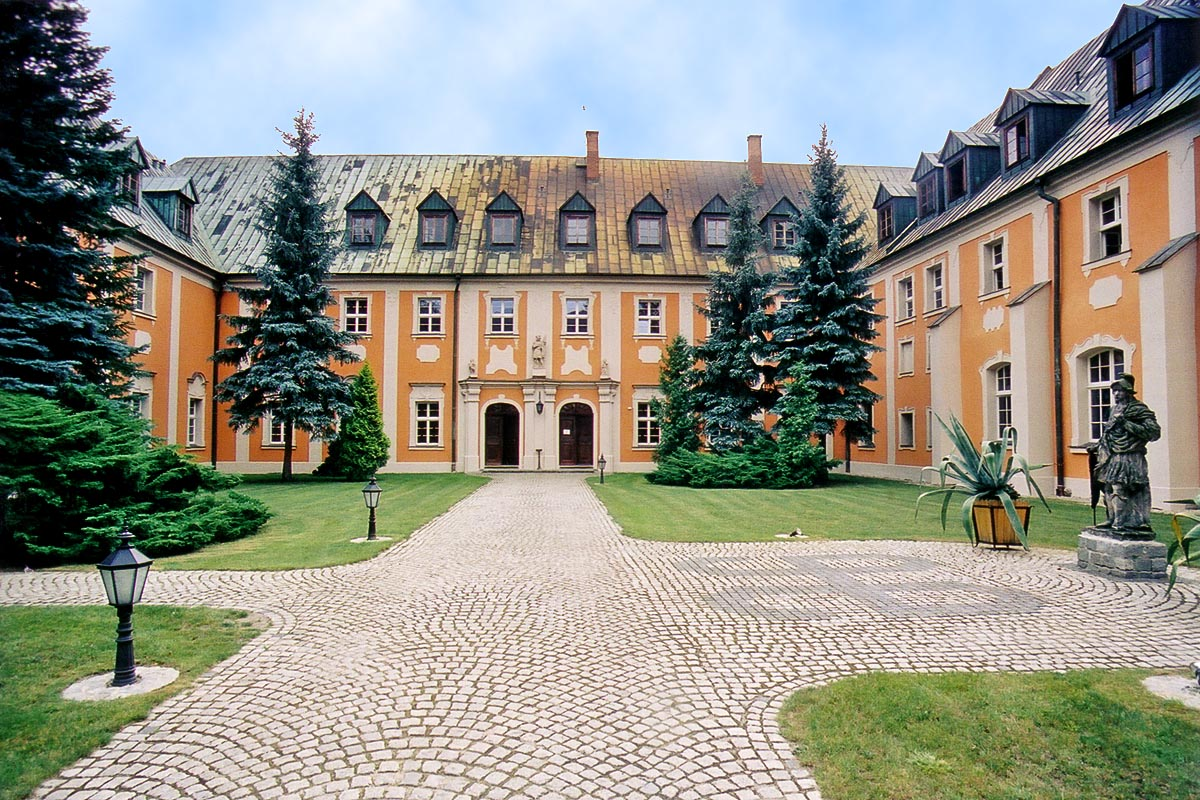
Wirydarz
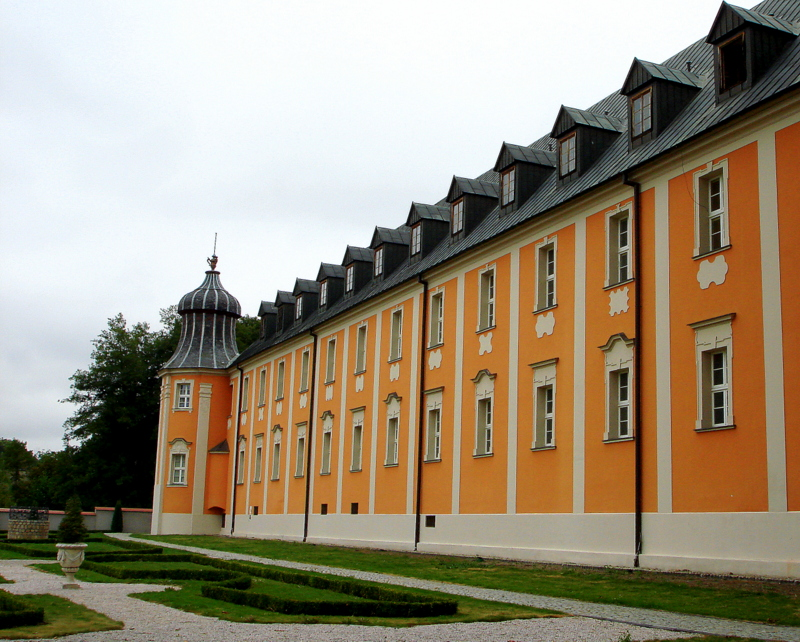
Seminarium